# Olga Paulowna van Rusland

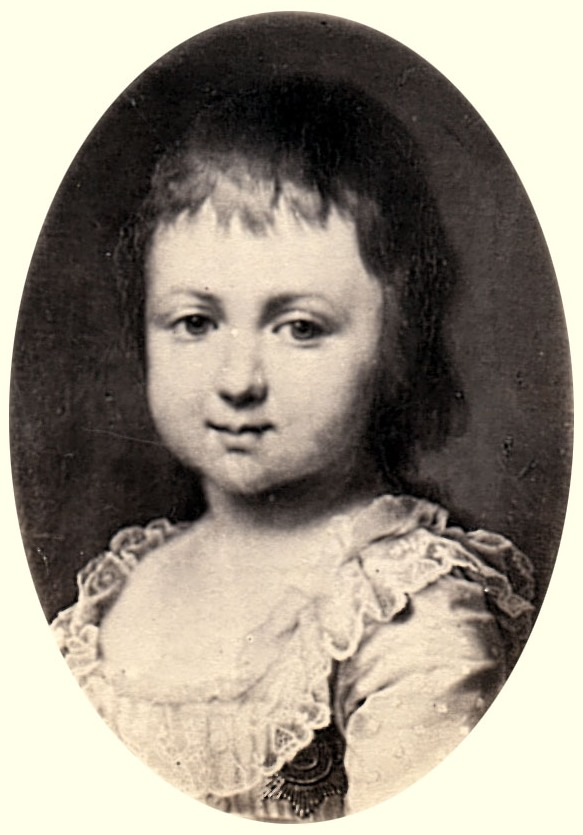
Grootvorstin Olga Paulowna

Olga Paulowna van Rusland  (Russisch: Ольга Павловна) (Sint-Petersburg, 22 juli 1792 - aldaar, 26 januari 1795) was een Russische grootvorstin uit het huis Romanov. Zij was het zevende kind en de vijfde dochter van tsaar Paul I en diens tweede echtgenote Sophia Dorothea Augusta Louisa van Württemberg.
Haar geboorte werd niet met veel vreugde begroet door haar grootmoeder, tsarina Catharina de Grote, die vond dat haar schoondochter haar Huis met te veel meisjes opzadelde. Van de kinderen van tsaar Paul I was zij de enige die op jonge leeftijd overleed. Over de doodsoorzaak is niet veel bekend. Enkel uit een brief van Catharina de Grote moet daarover duidelijk worden dat de kleine grootvorstin zich heeft overeten. Zij overleed op ruim tweejarige leeftijd. Even daarvoor was haar jongere zusje Anna geboren. Deze zou later trouwen met de Nederlandse koning Willem II.